# Systoechus gradatus
Systoechus gradatus är en tvåvingeart som först beskrevs av Christian Rudolph Wilhelm Wiedemann 1820.  Systoechus gradatus ingår i släktet Systoechus och familjen svävflugor. Enligt den finländska rödlistan är arten akut hotad i Finland. Arten har ej påträffats i Sverige. Artens livsmiljö är torra gräsmarker. Inga underarter finns listade i Catalogue of Life.